# Старицковка

Старицковка (укр. Старицьківка) — село,
Старицковский сельский совет,
Машевский район,
Полтавская область,
Украина.
Код КОАТУУ — 5323087201. Население по переписи 2001 года составляло 315 человек.
Является административным центром Старицковского сельского совета, в который, кроме того, входят сёла
Заря,
Алексеевка,
Рубановка и
Солнечное.

## Географическое положение
Село Старицковка находится на берегу безымянной пересыхающей речушки,
ниже по течению на расстоянии в 1 км расположено ликвидированное село Великое Ладыжино (Полтавский район).
На реке несколько запруд.

## Экономика
- ООО «Нектар».

## Объекты социальной сферы
- Школа І ст.